# 단궁류
단궁류(單弓類, synapsid)는 척추동물 중에서 완전히 육상에 적응한 척추동물인 양막류(羊膜類, Amniote)의 두 분기군 중 하나다. 포유류의 조상과 현생 포유류를 포함하는 그룹이며 다른 양막동물보다 포유류와 더 가까운 집단이다. 공통되는 특징으로 안와(眼窩, Orbit)와는 별개로 두개골의 좌우와 안쪽과 뒤쪽에 측두창(側頭窓, 눈의 뒤쪽에 있는 개구부)이라고 불리는 구멍이 각각 하나씩 나 있고, 그 아래쪽의 뼈가 가는 활모양을 이루고 있다. 이러한 특징 때문에 단궁류로 불린다. 중국에서는 '홑 단'자가 아닌 '합할 합'자를 써서 합궁강(合弓綱)으로 부르기도 한다. 원시적인 초기 단궁류는 반룡류(盤龍類, Pelycosaur)로 부르며, 반룡류보다 더 진화한 (포유류와 유사한) 무리를 수궁류(獸弓類, Therapsid)라고 부른다. 이 수궁류가 진화해서 포유류가 출현한 것으로 여겨진다.
전통적으로는 포유류가 아닌 단궁류 무리를 '포유류형 파충류'(mammal-like reptiles)라고 부르며 단궁류를 파충강의 아강(亞綱, subclass)으로 분류하였지만 현재는 파충류와 구분지어 "stem-mammals"(또는 가끔 초기포유류("proto-mammals")로도 부른다.)라는 분지학 용어로 사용된다. 단궁류는 초기 양막류에서 진화했으며 양막류의 두 가지 주요 그룹 중 하나인 용궁류(Sauropsid. 파충류와 조류)와는 다른 주요 그룹이며(파충류, 조류와 자매군임) 석탄기 후기인 3억 2400만년전 쯤에 출현하였다.
단궁류는 페름기 초, 중기와 후기에 걸쳐(2억 9900만년전~2억 5100만년전)지배적인 육상 척추동물이었다. 단궁류 역시 다른 생물들과 마찬가지로 페름기 말의 대멸종으로 심각한 타격을 입기는 했으나 초기 트라이아스기까지는 꽤 흔하게 번성하였다. 하지만 트라이아스기 후기에 걸쳐 다른 양막동물인 지배파충류가 번성하게 되었고, 일부 살아남은 몇몇 그룹(포유류가 아닌 단궁류 중에서)은 백악기 초기인 1억년 전까지 살아남았다. 그러나 이들은 계통학적으로 후손인 포유류를 포함하기 때문에 단궁류는 아직도 많은 종이 현존하는 척추동물 집단이다. 포유류의 형태로, 단궁류(특히 가장 최근에 인간을 포함)는 6600만 년 전 백악기 후기 K-T 대멸종 이후에 새(조류)와 함께 현재까지 번성하고 있다.

## 같이 보기
- 무궁류
- 이궁류
- 생명진화사 연표